# Loi de Wishart inverse
En théorie des probabilités et en statistique, la loi de Wishart inverse, également appelée loi de Wishart inversée, est une loi de probabilité définie sur l'ensemble des matrices définies positives à coefficients réels.
Une variable qui suit une loi de Wishart inverse sera notée {\displaystyle \mathbf {X} \sim W^{-1}({\mathbf {\Psi } },\nu )} et est définie par la loi de sa matrice inverse : {\displaystyle \mathbf {X} ^{-1}} suit une loi de Wishart {\displaystyle W({\mathbf {\Psi } }^{-1},\nu )}.

## Densité
La densité de probabilité de la loi de Wishart inverse est :
{\displaystyle {\frac {\left|{\mathbf {\Psi } }\right|^{\frac {\nu }{2}}}{2^{\frac {\nu p}{2}}\Gamma _{p}({\frac {\nu }{2}})}}\left|\mathbf {X} \right|^{-{\frac {\nu +p+1}{2}}}{\rm {e}}^{-{\frac {1}{2}}\operatorname {tr} ({\mathbf {\Psi } }\mathbf {X} ^{-1})}}
où {\displaystyle \mathbf {X} } et {\displaystyle {\mathbf {\Psi } }} sont des matrices définies positives {\displaystyle p\times p} et {\displaystyle \Gamma _{p}} est la fonction gamma multidimensionnelle.

## Théorèmes

### Loi de l'inverse d'une matrice de loi de Wishart
Si {\displaystyle {\mathbf {A} }\sim W({\mathbf {\Sigma } },\nu )} et {\displaystyle {\mathbf {\Sigma } }} est une matrice {\displaystyle p\times p}, alors {\displaystyle \mathbf {X} ={\mathbf {A} }^{-1}} est de loi de Wishart inverse : {\displaystyle \mathbf {X} \sim W^{-1}({\mathbf {\Sigma } }^{-1},\nu )} .

### Lois marginales et conditionnelles
Supposons que {\displaystyle {\mathbf {A} }\sim W^{-1}({\mathbf {\Psi } },\nu )} est de loi de Wishart inverse. Séparons convenablement en deux matrices {\displaystyle {\mathbf {A} }} et {\displaystyle {\mathbf {\Psi } }} :
{\displaystyle {\mathbf {A} }={\begin{bmatrix}\mathbf {A} _{11}&\mathbf {A} _{12}\\\mathbf {A} _{21}&\mathbf {A} _{22}\end{bmatrix}},\;{\mathbf {\Psi } }={\begin{bmatrix}\mathbf {\Psi } _{11}&\mathbf {\Psi } _{12}\\\mathbf {\Psi } _{21}&\mathbf {\Psi } _{22}\end{bmatrix}}}
où {\displaystyle {\mathbf {A} _{ij}}} et {\displaystyle {\mathbf {\Psi } _{ij}}} sont des matrices {\displaystyle p_{i}\times p_{j}}, alors on obtient
1. {\displaystyle {\mathbf {A} _{11}}} est indépendant de {\displaystyle {\mathbf {A} }_{11}^{-1}{\mathbf {A} }_{12}} et de {\displaystyle {\mathbf {A} }_{22\cdot 1}}, où {\displaystyle {\mathbf {A} _{22\cdot 1}}={\mathbf {A} }_{22}-{\mathbf {A} }_{21}{\mathbf {A} }_{11}^{-1}{\mathbf {A} }_{12}} est le complément de Schur de {\displaystyle {\mathbf {A} _{11}}} dans {\displaystyle {\mathbf {A} }};
2. {\displaystyle {\mathbf {A} _{11}}\sim W^{-1}({\mathbf {\Psi } _{11}},\nu -p_{2})};
3. {\displaystyle {\mathbf {A} }_{11}^{-1}{\mathbf {A} }_{12}|{\mathbf {A} }_{22\cdot 1}\sim MN_{p_{1}\times p_{2}}({\mathbf {\Psi } }_{11}^{-1}{\mathbf {\Psi } }_{12},{\mathbf {A} }_{22\cdot 1}\otimes {\mathbf {\Psi } }_{11}^{-1})}, où {\displaystyle MN_{p\times q}(\cdot ,\cdot )} est la loi normale multidimensionnelle;
4. {\displaystyle {\mathbf {A} }_{22\cdot 1}\sim W^{-1}({\mathbf {\Psi } }_{22\cdot 1},\nu )}

### Moments
Cette section est basée sur l'article [Press, 1982], après avoir reparamétré le degré de liberté pour être consistent avec la définition de la densité donnée ci-dessus.
La moyenne est :
{\displaystyle E(\mathbf {X} )={\frac {\mathbf {\Psi } }{\nu -p-1}}.}
La variance de chaque élément de {\displaystyle \mathbf {X} } est :
{\displaystyle \operatorname {Var} (x_{ij})={\frac {(\nu -p+1)\psi _{ij}^{2}+(\nu -p-1)\psi _{ii}\psi _{jj}}{(\nu -p)(\nu -p-1)^{2}(\nu -p-3)}}}
La variance de la diagonale utilise la même formule que ci-dessus avec {\displaystyle i=j}, ce qui se simplifie en :
{\displaystyle \operatorname {Var} (x_{ii})={\frac {2\psi _{ii}^{2}}{(\nu -p-1)^{2}(\nu -p-3)}}.}

## Liens avec d'autres lois
Une version unidimensionnelle de la loi de Wishart inverse est la loi inverse-gamma. Avec {\displaystyle p=1}, c'est-à-dire unidimensionnel, {\displaystyle \alpha =\nu /2}, {\displaystyle \beta =\mathbf {\Psi } /2} et {\displaystyle x=\mathbf {X} }, la densité de probabilité de la loi de Wishart inverse devient
{\displaystyle p(x|\alpha ,\beta )={\frac {\beta ^{\alpha }\,x^{-\alpha -1}\exp(-\beta /x)}{\Gamma _{1}(\alpha )}}.}
c'est-à-dire, la loi inverse-gamma où {\displaystyle \Gamma _{1}(\cdot )} est la fonction gamma classique.
La loi de Wishart inverse est un cas particulier de la loi gamma inverse multidimensionnelle.